# Багінеті
Багінеті (груз. ბაგინეთი) — село в Грузії.
За даними перепису населення 2014 року в селі проживає 8 осіб.